# Cyrtodactylus tiomanensis
Cyrtodactylus tiomanensis es una especie de gecos de la familia Gekkonidae.

## Distribución geográfica yhábitat
Es endémica de la isla Tioman, en el archipiélago de Seribuat (Malasia Peninsular). Su rango altitudinal oscila entre 50 y 150 m s. n. m..